# Héron d'Alexandrie
Pour les articles homonymes, voir Héron (homonymie).
Héron d'Alexandrie (en grec ancien Ἥρων ὁ Ἀλεξανδρεύς / Hếron ho Alexandreús) est un ingénieur, un mécanicien et un mathématicien grec du Ier siècle apr. J.-C..

## Présentation
On ne sait pas grand-chose de la vie d'Héron, si ce n'est qu'il était originaire d'Alexandrie, au point que les historiens se sont longtemps divisés sur l'époque à laquelle il avait vécu. Leurs estimations allaient du IIe siècle av. J.-C. au IIIe siècle de notre ère. On sait cependant aujourd'hui que Héron est postérieur à Vitruve mort en -20, contemporain de Pline l'Ancien (23-79), et qu'il est actif autour de l'an 62. Il a donc bien vécu au Ier siècle apr. J.-C. et sans doute au début du IIe siècle, dans l'Égypte romaine.
Héron d'Alexandrie créa des automates mus par l'eau, s'intéressa à la vapeur et à l'air comprimé. Principalement connu pour les machineries décrites dans son Traité des pneumatiques (Πνευματικά / pneumatiká), on lui doit par exemple un projet de machine utilisant la contraction ou la raréfaction de l'air pour ouvrir automatiquement les portes d'un temple ou faire fonctionner une horloge, destinée essentiellement à « susciter l'étonnement et l'émerveillement ».
Son œuvre nous fut transmise via quelques-uns de ses traités de physique et de mathématiques. Nombre de ses écrits ont été retrouvés, traduits en latin et en arabe. Au cours des siècles, ils ont été maintes fois retraduits et retranscrits et, pour certains d'entre eux, leur paternité est parfois mise en cause.

## Réalisations

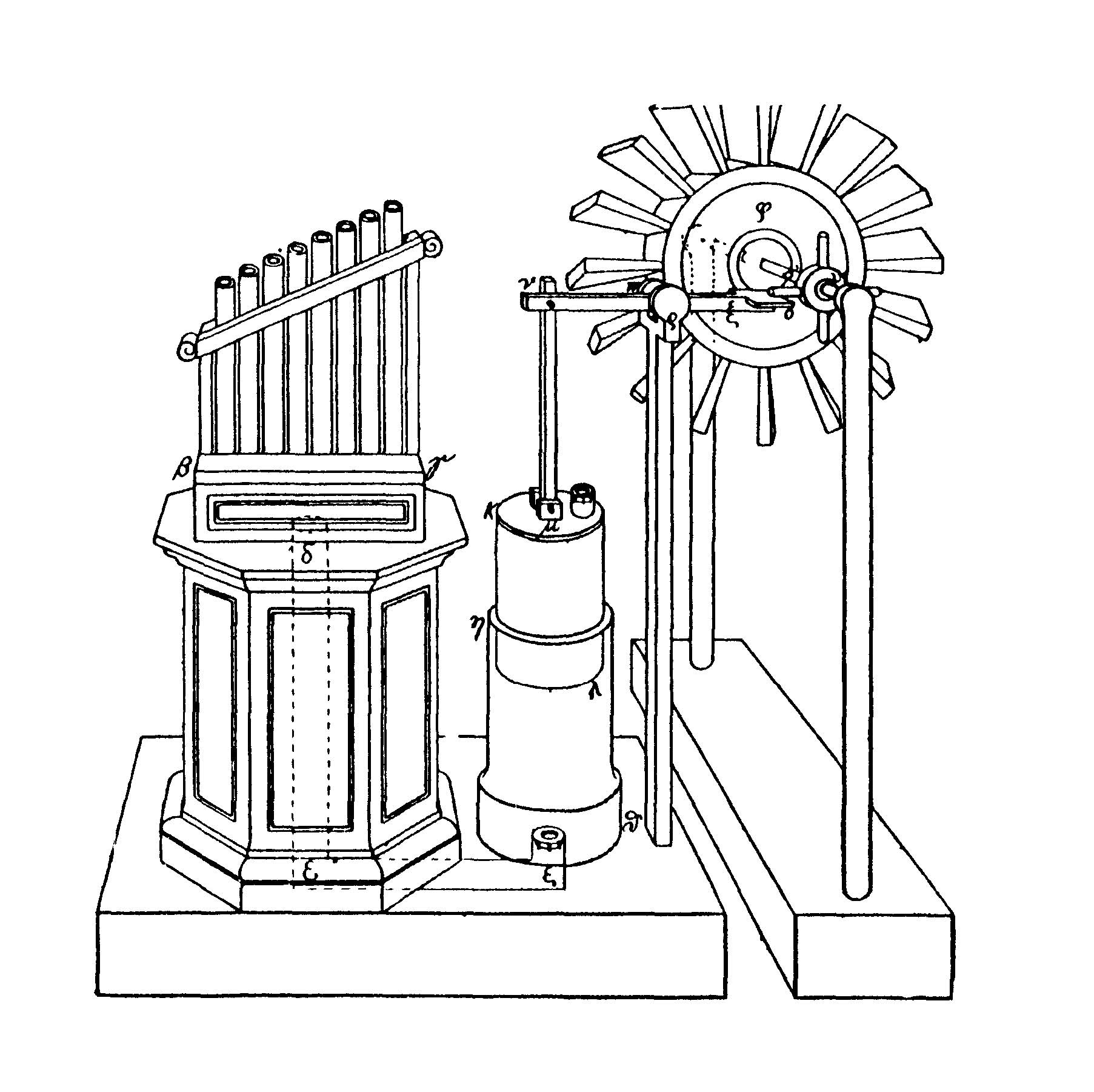
Reconstitution moderne d'un orgue à vent et d'une éolienne, selon W. Schmidt: Herons von Alexandria Druckwerke und Automatentheater, Greek and German, 1899 (Heronis Alexandrini opera I, Reprint 1971), p. 205, fig. 44; cf. introduction p. XXXIX

### Mathématiques
On attribue à Héron d'Alexandrie plusieurs formules mathématiques dont une méthode de calcul de l'aire d'un triangle sans utiliser de hauteur (formule de Héron), ainsi qu'une autre permettant d'approcher la racine carrée de n'importe quel nombre de manière récursive (méthode de Héron). Cependant, la première formule a déjà été prouvée par Archimède.
Il fut aussi, dans Stereometrica, l'auteur de formules de mesures de longueur, de surface et de volume pour des objets en trois dimensions. Les recherches mathématiques de Héron d'Alexandrie visaient principalement l'aspect pratique de la mesure des objets.

#### Formule de Héron
Cette formule permet de calculer l'aire d'un triangle en connaissant la longueur de ses côtés, sans utiliser la hauteur.
Soit ABC un triangle quelconque ayant pour longueurs des côtés {\displaystyle a}, {\displaystyle b} et {\displaystyle c}.
Avec le demi-périmètre {\displaystyle p={\dfrac {a+b+c}{2}}},
l'aire du triangle est :

##### Démonstration
La démonstration de Héron d'Alexandrie s'appuie sur une démarche géométrique en cinq propositions :
Proposition 1 : Les bissectrices des angles d’un triangle se rencontrent en un point qui est
le centre du cercle inscrit dans ce triangle.
Proposition 2 : Dans un triangle rectangle, la hauteur issue de l’angle droit est la moyenne proportionnelle entre les deux segments qu’elle détermine sur l’hypoténuse.
Proposition 3 : Dans un triangle rectangle, le milieu de l’hypoténuse est équidistant des trois sommets.
Proposition 4 : Si ABCD est un quadrilatère avec diagonales et que {\displaystyle {\widehat {DBC}}} et {\displaystyle {\widehat {DAC}}} sont droits, alors il est possible de tracer un cercle passant par A, B, C et D.
Proposition 5 : Les angles opposés d’un quadrilatère inscrit dans un cercle sont supplémentaires (équivalents à deux angles droits).

### Optique
Héron l'Ancien étudie dans Catoptrica la lumière et ses réflexions. Il énonce ainsi les principes de réflexion de la lumière, principes guidés par la règle selon laquelle la nature choisit toujours le chemin le plus court. Il croyait à l'époque que la vision était possible grâce à des rayons lumineux émis par les yeux et se propageant à une vitesse infinie.

## Mécanique et pneumatique

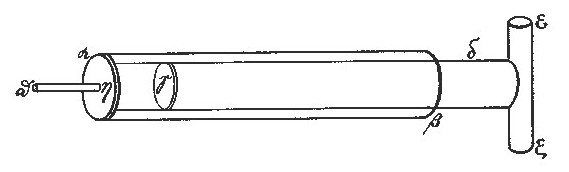
Tube pneumatique, d'après Héron d'Alexandrie.

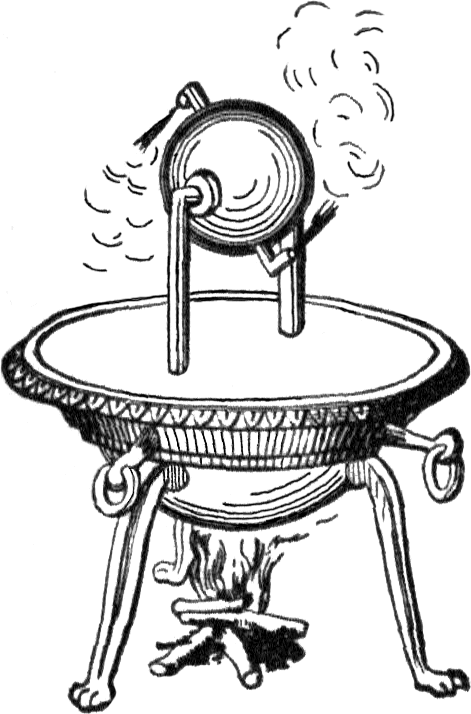
L'éolipyle.

Héron imagine des mécaniques surprenantes, mais complexes, comme un distributeur automatique (payant) d'eau pour les libations et une machine à rendre les oracles, qui est en fait une escroquerie. Mais son but n'est pas vénal. Il est mû par l'envie d'inventer sans cesse de nouvelles machines et des applications de ses recherches et par le plaisir d'étonner ses contemporains.

### Éolipyle
Héron d'Alexandrie a conçu de nombreuses machines hydrauliques. Il est à l'origine de l'éolipyle (boule d’Éole), machine à vapeur constituée d’une sphère fixée sur un axe et équipée de deux tubes coudés sortant de manière opposée. En chauffant l'eau contenue dans la chaudière inférieure, la vapeur d'eau formée donne en s’échappant un mouvement de rotation à la sphère. En effet, de cette chaudière sort un tube relié à une sphère pouvant tourner autour d'un axe horizontal et comportant deux autres petits tubes perpendiculaires à l'axe laissant sortir la vapeur qui fait tourner la sphère.

### Thermoscope
Un thermoscope est un appareil qui met en évidence la différence qualitative entre le chaud et le froid. Celui d'Héron est constitué d'une boîte pleine d'eau, avec une ouverture la faisant communiquer avec l'atmosphère. Elle est surmontée d'un ballon partiellement rempli d'eau muni d'un tube vertical plongeant dans la boite. Un autre tube en U renversé relie l'ensemble, une branche au ballon, l'autre branche sur l'ouverture de la boîte munie d'un entonnoir.
Quand l'appareil est exposé au soleil, l'air du ballon refoule l'eau du ballon dans le tube en U pour alimenter l'entonnoir et tomber dans la boîte.
Quand l'appareil est à l'ombre, l'eau de la boîte remonte dans le ballon, sous l'effet de la pression atmosphérique.

### Fontaine
Il a aussi conçu une fontaine automatique qui faisait jaillir l'eau via un ingénieux système de vases communicants.

### Le jeu miniature d’Héraclès et Ladon
Cet automate est décrit dans  Les Pneumatiques (Livre I, paragraphe 41). Il fait référence au onzième des Travaux d'Hercule, où Hercule, pour rapporter les pommes d'or du jardin des Hespérides, doit terrasser le dragon Ladon. Cet automatique hydraulique est déclenché par une pomme que l'on soulève, Hercule tire alors une flèche vers le dragon tandis que celui-ci pousse un sifflement d'agonie,.

### Autres
Dans Pneumatica il décrit un système de portes automatiques s'ouvrant lorsqu'on allume un feu sur un autel ; le feu, chauffant un volume d'eau, créait de la vapeur qui mettait en mouvement les portes d’un temple.
Dans le cadre de son Traité des automates il a aussi conçu des mécanismes pour théâtre à base de poids et contrepoids mettant en mouvement une série de plates-formes et de petits personnages.
Grâce à ces inventions, Héron d'Alexandrie est souvent retenu comme l'inventeur des premiers automates. Mais c'est sans doute à tort, puisqu'il fut manifestement précédé par Philon de Byzance et Ctésibios.
Héron l'Ancien fut aussi l'inventeur d'un odomètre permettant de mesurer la distance parcourue. On lui attribue la fabrication d’une clepsydre pour mesurer le temps, et la réalisation d'ouvrages sur l'astrolabe permettant de mesurer la distance angulaire entre deux astres.

## Publications
Le recueil des Mathematici veteres de Melchisédech Thévenot (Paris, 1693) contient quatre traités de mécanique de Héron : la Chirobaliste (Cheiroballistra), les Machines de jet (Belopoica); les Pneumatiques (Pneumatica) et les Automates (Automata).
L'attribution à Héron des ouvrages marqués d'un astérisque est contestée.
- Πνευματικά / Pneumaticá : Deux livres sur la pression de l'air et de la vapeur d'eau.
- Μηχανική / Mekhanikế  : Trois livres sur les moyens de soulever des objets et sur leur centre de gravité.
- Μετρική / Metrikế  : Trois livres sur les différents moyens de mesurer.
- Γεωμετρικά / Geometricá * : Illustration par des exemples des théories développées dans Métrikè.
- Κατοπτρικά / Catoptricá : Les miroirs.
- Στερεομετρικά / Stereometricá * : Recueil de problèmes.
- Βελοποικά / Belopoicá : Les machines de jet.
- Αὐτόματα / Autómata : Les automates.
- Περί διόπτρας / Perí dióptras : sur la dioptre (instrument d'arpentage, ancêtre du théodolite)[18] .
- Mensurae * : Instruments de mesure.
- Χειροβάλιστρα / Kheirobálistra: Catapultes.
- Definitiones * : Définitions mathématiques.
- Γεωδεσία / Geodesía : (fragments)
- Geoponica : fragments

## Honneur
L'astéroïde (11196) Michanikos est nommé en son honneur.